# Sindora wallichii
Sindora wallichii är en ärtväxtart som beskrevs av George Bentham. Sindora wallichii ingår i släktet Sindora och familjen ärtväxter. Inga underarter finns listade i Catalogue of Life.